# باول لومان
باول لومان (بالإنجليزية: Paul Lohmann)‏ هو مصور سينمائي أمريكي، ولد في 5 فبراير 1926 في أوك لاون في الولايات المتحدة، وتوفي في 10 ديسمبر 1995 في لوس أنجلوس في الولايات المتحدة.

## وصلات خارجية
- باول لومان على موقع IMDb (الإنجليزية)
- باول لومان على موقع ألو سيني (الفرنسية)
- باول لومان على موقع أول موفي (الإنجليزية)
- باول لومان على موقع قاعدة بيانات الأفلام السويدية (السويدية)
- باول لومان على موقع قاعدة بيانات الفيلم (الإنجليزية)
- باول لومان على موقع كينوبويسك (الروسية)